# 世会色ユニバース
『世会色ユニバース』（せかいいろユニバース）は、日本の男性歌手まふまふの通算6作目のオリジナルアルバム。2024年12月25日発売。発売元はA-Sketch。

## 背景とリリース
- 前作『神楽色アーティファクト』から約5年ぶりのオリジナル作品[注 1]。また、まふまふ史上最多の収録曲数となる全34曲収録の2枚組となっており、今作の発売情報に合わせて実写のアーティスト写真も公開された[3][4]。
- 初回限定盤Aには、まふまふ自身がリアレンジをした「歌ってみた」アルバムとなるCDが付属[4]。
- 初回限定盤Bに付属されているDVD及びBlu-rayには、「まふまふ ひとりぼっちの沖縄旅」と題した映像や、2024年8月24日に行われた配信限定ライブ「ひきこもりでもライブがしたい！～すーぱーまふまふわーるど2024@YouTube Music Weekend 8.0～」の本編と、今作のためのディレクターズ・カットやメイキング映像が収録されている。
- ジャケットイラストや店舗特典のイラストは、茶々ごまが手がけている。

| 形態                          | 規格        | 規格品番  |
| ----------------------------- | ----------- | --------- |
| 初回限定盤A（三方背ケース付） | 2CD+1CD     | AZZS-152  |
| 初回限定盤B（三方背ケース付） | 2CD+DVD     | AZZS-156  |
| 初回限定盤B（三方背ケース付） | 2CD+Blu-ray | AZZS-159  |
| 通常盤                        | 2CD         | AZCS-1127 |

## 特典・リリース記念イベント
特設サイトを参照に記載。
| 店舗名                   | 特典内容                                                           |
| ------------------------ | ------------------------------------------------------------------ |
| アニメイト               | 缶バッジ「カラスとうさぎ」+「リアルミート&グリート」シリアルコード |
| Amazon.co.jp             | A5 クリアファイル                                                  |
| タワーレコード           | B3 ポスター（実写Ver.）                                            |
| 楽天ブックス             | 缶バッジ「世会色ユニバース」                                       |
| セブンネットショッピング | 缶バッジ「心恋花火」                                               |
| まふまーと               | アクリルキーホルダー                                               |

| 開催日        | 開催地 | 会場                                                 |
| ------------- | ------ | ---------------------------------------------------- |
| 2025年4月13日 | 大阪府 | 大阪府立国際会議場（グランキューブ大阪）メインホール |
| 2025年4月20日 | 東京都 | TACHIKAWA STAGE GARDEN                               |

## 収録内容
| 全作詞・作曲・編曲: まふまふ。 |                                        |          |            |      |
| #                              | タイトル                               | 作詞     | 作曲・編曲 | 時間 |
| 1.                             | 「[Killing time]」(inst)               | まふまふ | まふまふ   | 1:17 |
| 2.                             | 「神様の遺伝子」                       | まふまふ | まふまふ   | 3:51 |
| 3.                             | 「悔やむと書いてミライ」               | まふまふ | まふまふ   | 3:50 |
| 4.                             | 「トロイア」                           | まふまふ | まふまふ   | 3:08 |
| 5.                             | 「オーダーメイド」                     | まふまふ | まふまふ   | 3:11 |
| 6.                             | 「成れの果てのグリフ」                 | まふまふ | まふまふ   | 4:11 |
| 7.                             | 「空腹」                               | まふまふ | まふまふ   | 4:36 |
| 8.                             | 「カラスとうさぎ」                     | まふまふ | まふまふ   | 3:15 |
| 9.                             | 「おとといきやがれ」                   | まふまふ | まふまふ   | 4:29 |
| 10.                            | 「禁じられた果実」                     | まふまふ | まふまふ   | 3:43 |
| 11.                            | 「クロスワードパズル」                 | まふまふ | まふまふ   | 4:08 |
| 12.                            | 「心恋花火」                           | まふまふ | まふまふ   | 5:01 |
| 13.                            | 「ウィッチハント・アンドゥ」           | まふまふ | まふまふ   | 3:08 |
| 14.                            | 「エグゼキューション」                 | まふまふ | まふまふ   | 4:16 |
| 15.                            | 「最果てのユニバース」                 | まふまふ | まふまふ   | 4:09 |
| 16.                            | 「[Impermanence of all things]」(inst) | まふまふ | まふまふ   | 4:16 |
| 17.                            | 「栞」                                 | まふまふ | まふまふ   | 4:13 |
| 合計時間:                      | 合計時間:                              | 64:42    |            |      |

| 全作詞・作曲: まふまふ、全編曲: まふまふ（特記を除く）。 |                                                |          |            |      |
| #                                                        | タイトル                                       | 作詞     | 作曲・編曲 | 時間 |
| 1.                                                       | 「最終宣告」                                   | まふまふ | まふまふ   | 3:52 |
| 2.                                                       | 「ラットキング」                               | まふまふ | まふまふ   | 2:49 |
| 3.                                                       | 「アンダーコントロール」                       | まふまふ | まふまふ   | 3:03 |
| 4.                                                       | 「携帯恋話」                                   | まふまふ | まふまふ   | 4:16 |
| 5.                                                       | 「バニーボイラー」                             | まふまふ | まふまふ   | 3:18 |
| 6.                                                       | 「音楽を恨んでいる」                           | まふまふ | まふまふ   | 3:24 |
| 7.                                                       | 「二千五百万分の一」                           | まふまふ | まふまふ   | 4:44 |
| 8.                                                       | 「[Passphrase]」(inst)                         | まふまふ | まふまふ   | 1:48 |
| 9.                                                       | 「神様の言うとおり」(編曲: まふまふ・三矢禅晃) | まふまふ | まふまふ   | 2:51 |
| 10.                                                      | 「嘘ラック」                                   | まふまふ | まふまふ   | 4:02 |
| 11.                                                      | 「逃非行」                                     | まふまふ | まふまふ   | 2:53 |
| 12.                                                      | 「暗い微睡みの呼ぶほうへ」                     | まふまふ | まふまふ   | 4:45 |
| 13.                                                      | 「失意のエチュード」                           | まふまふ | まふまふ   | 3:43 |
| 14.                                                      | 「一生不幸でかまわない」                       | まふまふ | まふまふ   | 4:20 |
| 15.                                                      | 「忘れていいよ」                               | まふまふ | まふまふ   | 3:19 |
| 16.                                                      | 「[Submerged city]」(inst)                     | まふまふ | まふまふ   | 3:41 |
| 17.                                                      | 「ひともどき」                                 | まふまふ | まふまふ   | 4:29 |
| 合計時間:                                                | 合計時間:                                      | 61:17    |            |      |

| #         | タイトル                                   | 作詞           | 作曲           | 編曲               | 時間  |
| --------- | ------------------------------------------ | -------------- | -------------- | ------------------ | ----- |
| 1.        | 「モザイクロール」                         | DECO*27        | DECO*27        | まふまふ           | 3:04  |
| 2.        | 「マトリョシカ」                           | ハチ           | ハチ           | まふまふ           | 3:26  |
| 3.        | 「カミサマネジマキ」                       | kemu           | kemu           | まふまふ           | 3:37  |
| 4.        | 「バビロン」                               | トーマ         | トーマ         | まふまふ           | 3:07  |
| 5.        | 「ロストワンの号哭」                       | Neru           | Neru           | まふまふ           | 3:36  |
| 6.        | 「脱獄」                                   | Neru           | Neru           | まふまふ           | 3:46  |
| 7.        | 「ゴーストルール」                         | DECO*27        | DECO*27        | まふまふ           | 3:29  |
| 8.        | 「六兆年と一夜物語」                       | kemu           | kemu           | まふまふ           | 3:37  |
| 9.        | 「命に嫌われている。 -Band Arrange ver.-」 | カンザキイオリ | カンザキイオリ | 島田昌典（弦編曲） | 4:20  |
| 10.       | 「CQCQ -Band Arrange ver.-」               | 東野へいと     | 東野へいと     | -                  | 3:40  |
| 合計時間: | 合計時間:                                  | 合計時間:      | 合計時間:      | 合計時間:          | 35:42 |

### DVD・Blu-ray（初回限定盤Bのみ付属）
- まふまふ ひとりぼっちの沖縄旅
- 「ひきこもりでもライブがしたい！～すーぱーまふまふわーるど2024@YouTube Music Weekend 8.0～」
<Director's cut ver. & Making Movie>
  1. OPENING
  2. 栞
  3. 悔やむと書いてミライ
  4. ジグソーパズル
  5. 携帯恋話
  6. 心恋花火
  7. サクリファイス
  8. 水彩銀河のクロニクル
  9. ENDING
  10. Making Movie

## 楽曲解説

### DISC 1
1. [Killing time]（inst）
2. 神様の遺伝子
3. 悔やむと書いてミライ
ゲームアプリ「プロジェクトセカイ カラフルステージ! feat. 初音ミク」内に登場する「25時、ナイトコードで。」に提供した楽曲のセルフカバー。
4. トロイア
5. オーダーメイド
テレビアニメ「株式会社マジルミエ」オープニングテーマ。
6. 成れの果てのグリフ
7. 空腹
8. カラスとうさぎ
9. おとといきやがれ
2021年5月5日にYouTubeの配信限定ライブ「【LIVE】ひきこもりでもLIVEがしたい！～すーぱーまふまふわーるど2021＠東京ドーム～ONLINE」で初披露された楽曲。
10. 禁じられた果実
11. クロスワードパズル
12. 心恋花火
「うらごいはなび」と読む。
13. ウィッチハント・アンドゥ
14. エグゼキューション
15. 最果てのユニバース
16. [Impermanence of all things]（inst）
17. 栞
映画「君が落とした青空」主題歌。

### DISC 2
1. 最終宣告
「専門学校HAL」2020年度テレビCMソング。
2. ラットキング
3. アンダーコントロール
4. 携帯恋話
「けいたいれんわ」と読む。「悔やむと書いてミライ」と同様、「25時、ナイトコードで。」に提供した楽曲のセルフカバー。
5. バニーボイラー
6. 音楽を恨んでいる
7. 二千五百万分の一
テレビアニメ「リーマンズクラブ」エンディングテーマ。
8. [Passphrase]（inst）
9. 神様の言うとおり
10. 嘘ラック
ミュージック・ビデオは、代々木アニメーション学院とのコラボ作品となっている。
11. 逃非行
12. 暗い微睡みの呼ぶほうへ
13. 失意のエチュード
14. 一生不幸でかまわない
2022年6月に発表された活動休止から2023年6月の活動再開後の最初に公開された楽曲[5]。
15. 忘れていいよ
16. [Submerged city]（inst）
17. ひともどき

### 歌ってみたアルバム
1. モザイクロール
2. マトリョシカ
3. カミサマネジマキ
4. バビロン
5. ロストワンの号哭
6. 脱獄
7. ゴーストルール
8. 六兆年と一夜物語
9. 命に嫌われている。 -Band Arrange ver.-
第72回NHK紅白歌合戦（2021年）の歌唱曲。また2018年には歌ってみた動画をアップしており、本動画は1億再生を記録している[6]。
10. CQCQ -Band Arrange ver.-
ロックバンド、神様、僕は気づいてしまったのメジャーデビューシングルのカバー。ギターをNeru、ベースをキタニタツヤ、ドラムスをロックバンドPENGUIN RESEARCHのドラムスである新保惠大がそれぞれ担当している。